# Napoli Barrese
L'Associazione Sportiva Dilettantistica Napoli Barrese, meglio nota come Barrese, è stata una squadra italiana di calcio a 5 rappresentante il quartiere Barra di Napoli.

## Storia
Fondata nel 2002 con il nome di "Mini Soccer Barra" e iscritta al campionato di serie D, vince al primo tentativo il proprio girone, raccogliendo 58 punti in 22 partite. La stagione successiva la società rileva il titolo della Napoli Futsal e partecipa alla serie C1 con la nuova denominazione di  "A.S. Barrese Calcio a 5", stravincendo il campionato con 77 punti in 28 partite, con il campo di casa imbattuto grazie alle 14 affermazioni in altrettante partite disputate.
Nella stagione 2004-05 la Barrese conquista subito i play-off in serie B da matricola, ma il suo cammino si ferma davanti alla Divino Amore, dopo che durante l'anno ha cambiato la conduzione tecnica da Alberto Bouchè a Rosario Volpe. La successiva stagione la squadra campana invece domina il proprio girone di Serie B accedendo per la prima volta nella sua storia alla Serie A2, lasciando l'Ischia a ben 11 punti di distacco.
Nella stagione 2006-07 la società cambia denominazione in  "Napoli Barrese" e conquista la Coppa Italia di Serie A2, battendo nella finale di Montebelluna i padroni di casa della Marca Trevigiana per 5-3 al termine dei tempi supplementari. 
Il successivo campionato è quello della maggiore soddisfazione nella storia del club: al termine della stagione regolare arriva la promozione alla massima serie, ottenuta vincendo il girone B della Serie A2. Nei successivi play-off scudetto la squadra campana, dopo una brillante gara casalinga vinta per 2-0, viene sconfitta seccamente per 7-2 dal Terni.
Non avendo presentato la documentazione completa e necessaria ai fini della richiesta d'iscrizione, il 31 luglio 2010 la società viene esclusa dal campionato di Serie A. Fallito il progetto di fusione con il Napoli, la società unisce le forze con il Marigliano Marcianise partecipante al campionato di Serie A2. Dopo un anno di transizione, dalla stagione 2011-12 la società assume la denominazione Napoli Ma.Ma. Futsal per meglio rappresentare le tre componenti del club. Nell'estate del 2012 si assiste a un'ulteriore fusione, questa volta con lo Scafati Santa-Maria: il logo societario della neonata Napoli Futsal Santa Maria Scafati  ripropone quasi pedissequamente il logo della storica Barrese. 2018-2019 nasce la nuova Real Barrese che vince il campionato di serie D tramite i playoff che dà seguito nel successivo anno Serie C2
2019-2020 dove arriva terza prima della pandemia di Coronavirus.
2020-2021 Tramite una fusione tra Massa Vesuvio e Real Barrese, la società prende il nome della vecchia Napoli Barrese e partecipa al campionato di calcio a 5 serie C1.
2021-2022 Vince la coppa italia regionale di Serie c, ed ospita la Final Four della Coppa Italia di serie C1 (venendo eliminata in semifinale dalla formazione veneziana del Futsal Bissuola, che poi alzerà la coppa). 
Vince il campionato da imbattuta.
2022-2023 disputa il campionato di serie B.

## Cronistoria
| Cronistoria della Napoli Barrese |
| --- |
| - 2002 · Fondazione del Mini Soccer Barra. - 2002-03 · 1ª nel girone ? di Serie D Campania. Promossa in Serie C2. - 2003 · Rileva il titolo del Napoli Futsal e assume la denominazione Barrese C5. - 2003-04 · 1ª in Serie C1 Campania. Promossa in Serie B. - 2004-05 · 3ª nel girone F di Serie B. Quarti di finale play-off promozione. - 2005-06 · 1ª nel girone F di Serie B. Promossa in Serie A2. - 2006 · Assume la denominazione Napoli Barrese. - 2006-07 · 3ª nel girone B di Serie A2. Semifinalista play-off promozione. Vince la Coppa Italia di Serie A2 (1º titolo). - 2007-08 · 1ª nel girone B di Serie A2. Promossa in Serie A. 1º turno play-off scudetto. - 2008-09 · 10ª in Serie A. 1º turno play-off scudetto. Quarti di finale di Coppa Italia. - 2009-10 · 10ª in Serie A. - 2010 · Scioglimento della società. |

## Palmarès
- Campionato di serie A2: 1

2007-08
- Coppa Italia di Serie A2: 1

2006-07
- Campionato di serie B: 1

2005-06